# Gustavo Alfaro
Gustavo Julio Alfaro (Rafaela, 14 agosto 1962) è un allenatore di calcio ed ex calciatore argentino, di ruolo centrocampista, attuale commissario tecnico della nazionale paraguaiana.

## Carriera

### Calciatore
Centrocampista, dal 1988 al 1992 vestì la maglia dell'Atlético Rafaela, di cui fu capitano. Si ritirò precocemente, all'età di 30 anni, per concentrarsi sulla carriera di allenatore.

### Allenatore
Intraprese la carriera di allenatore già nei primi anni '90, guidando Atlético de Rafaela e Patronato. Poi guidò il Quilmes e sedette ancora sulla panchina dell'Atlético de Rafaela. Nel 2001 assunse la guida dell'Olimpo, guidandolo alla vittoria del campionato di Primera B Nacional Apertura 2001 e alla conseguente promozione in Primera División.
Nel 2003 guidò alla promozione il Quilmes, dove rimase anche nella stagione seguente (2003-2004), raggiungendo il quarto posto e poi il sesto, qualificando così la squadra alla Coppa Libertadores 2005 e alla Coppa Sudamericana 2004. Nel 2005 visse un'esperienza molto negativa sulla panchina del San Lorenzo, per poi passare ad allenare l'Arsenal Sarandí verso la fine del 2006. Alfaro aiutò l'Arsenal a concludere per due volte al quinto posto il campionato, qualificando la compagine di Sarandí alla Coppa Libertadores per la prima volta nella storia del club. La squadra si qualificò anche alla Coppa Sudamericana 2007, dove batté i campioni d'Argentina del San Lorenzo nel turno preliminare, guadagnando un posto negli ottavi di finale, dove contro i brasiliani del Goiás vinse per 3-2 in Brasile e pareggiò per 1-1 al ritorno, superando il turno. Fu la prima vittoria contro un club estero in partite ufficiali per l'Arsenal, che raggiunse poi la finale della competizione, provocando l'esonero di vari tecnici delle squadre affrontate, tra cui quello di Daniel Passarella, dimessosi dalla guida tecnica del River Plate dopo l'eliminazione contro l'Arsenal in semifinale. Nella finale della Coppa Sudamericana la squadra pareggiò per 4-4 contro i messicani dell'América, vincendo il titolo per la regola dei gol fuori casa.
Nella stagione 2007-2008 Alfaro fu sostituito da Daniel Garnero. Nell'ottobre 2008 fu nominato allenatore del Rosario Central. Nel 2009 allenò i sauditi dell'Al-Ahli, alla cui guida rimase per quattro mesi, prima delle dimissioni rassegnate il 20 novembre per ragioni personali.
Il 17 maggio 2010 fu ufficializzato il suo ritorno all'Arsenal Sarandí. Alfaro fu ingaggiato per la stagione seguente insieme agli assistenti Sergio Chiarelli, Carlos González e Claudio Cristofanelli. Il 24 giugno 2012 vinse il primo titolo nazionale della propria carriera di allenatore e nella storia del club, il Clausura 2012.
Nel 2014, malgrado le ottime premesse e il prestigioso palcoscenico della Coppa Libertadores, la squadra ottenne risultati negativi fino ad aprile e Alfaro annunciò che si sarebbe dimesso alla fine di giugno. Il tecnico fu tuttavia esonerato dall’incarico meno di dodici ore dopo queste dichiarazioni e sostituito con Martín Palermo.
Nel settembre 2014 si accordò con il Tigre, che allenò fino al 2016, quando fu ingaggiato dal Gimnasia (LP). Nel 2017 si accasò all'Huracán, che nella prima stagione guidò al quarto posto in campionato, assicurandosi la partecipazione alla fase a gironi della Coppa Libertadores 2019.
Nel dicembre 2018 si svincolò dall'Huracán e il 2 gennaio 2019 firmò per il Boca Juniors, con cui vinse la Supercopa Argentina 2018, disputata nel maggio 2019. Alla fine di dicembre del 2019, scaduto il suo contratto con il Boca, lasciò il club di Buenos Aires.
Il 26 agosto 2020 divenne il commissario tecnico della nazionale ecuadoriana, che guida alla qualificazione al campionato del mondo 2022, dove la squadra viene eliminata al primo turno, avendo ottenuto una vittoria e un pari e subito una sconfitta.

## Statistiche

### Statistiche da allenatore

#### Nazionale ecuadoriana
| Squadra | Naz                | dal            | al              | Record | Record | Record | Record | Record | Record | Record | Record     |
| Squadra | Naz                | dal            | al              | G      | V      | N      | P      | GF     | GS     | DR     | % Vittorie |
| ------- | ------------------ | -------------- | --------------- | ------ | ------ | ------ | ------ | ------ | ------ | ------ | ---------- |
| Ecuador | Ecuador (bandiera) | 20 agosto 2020 | 12 gennaio 2023 | 35     | 12     | 14     | 9      | 44     | 35     | +9     | 34,29      |

#### Nazionale ecuadoriana nel dettaglio
| 2020           | Ecuador        | Qual. Mondiali 2022 | 4° nel gruppo sudamericano CONMEBOL, Qualificato | 4  | 3  | 0  | 1 | 75,00 | 13 | 6  | +7  |
| 2021           | Ecuador        | Qual. Mondiali 2022 | 4° nel gruppo sudamericano CONMEBOL, Qualificato | 10 | 4  | 2  | 4 | 40,00 | 10 | 7  | +3  |
| gen./mar. 2022 | Ecuador        | Qual. Mondiali 2022 | 4° nel gruppo sudamericano CONMEBOL, Qualificato | 4  | 0  | 3  | 1 | &0,00 | 4  | 6  | -2  |
| giu./lug. 2021 | Ecuador        | Copa América 2021   | Quarti di Finale                                 | 5  | 0  | 3  | 2 | &0,00 | 5  | 9  | -4  |
| nov.-dic. 2022 | Ecuador        | Mondiale 2022       | Fase a Gironi (3° nel gruppo A)                  | 3  | 1  | 1  | 1 | 33,33 | 4  | 3  | +1  |
| Dal 2020       | Ecuador        | Amichevoli          |                                                  | 9  | 4  | 5  | 0 | 44,44 | 8  | 4  | +4  |
| Totale Ecuador | Totale Ecuador | Totale Ecuador      | Totale Ecuador                                   | 35 | 12 | 14 | 9 | 34,29 | 44 | 33 | +11 |

#### Panchine da commissario tecnico della nazionale ecuadoriana
| Cronologia completa delle presenze e delle reti in nazionale ― Ecuador | Cronologia completa delle presenze e delle reti in nazionale ― Ecuador | Cronologia completa delle presenze e delle reti in nazionale ― Ecuador | Cronologia completa delle presenze e delle reti in nazionale ― Ecuador | Cronologia completa delle presenze e delle reti in nazionale ― Ecuador | Cronologia completa delle presenze e delle reti in nazionale ― Ecuador | Cronologia completa delle presenze e delle reti in nazionale ― Ecuador                   | Cronologia completa delle presenze e delle reti in nazionale ― Ecuador |
| Data                                                                   | Città                                                                  | In casa                                                                | Risultato                                                              | Ospiti                                                                 | Competizione                                                           | Reti                                                                                     | Note                                                                   |
| ---------------------------------------------------------------------- | ---------------------------------------------------------------------- | ---------------------------------------------------------------------- | ---------------------------------------------------------------------- | ---------------------------------------------------------------------- | ---------------------------------------------------------------------- | ---------------------------------------------------------------------------------------- | ---------------------------------------------------------------------- |
| 9-10-2020                                                              | Buenos Aires                                                           | Argentina                                                              | 1 – 0                                                                  | Ecuador                                                                | Qual. Mondiali 2022                                                    | -                                                                                        | Cap: E.Valencia                                                        |
| 13-10-2020                                                             | Quito                                                                  | Ecuador                                                                | 4 – 2                                                                  | Uruguay                                                                | Qual. Mondiali 2022                                                    | 2 Michael Estrada Moises Caicedo Gonzalo Plata                                           | Cap: E.Valencia                                                        |
| 12-11-2020                                                             | La Paz                                                                 | Bolivia                                                                | 2 – 3                                                                  | Ecuador                                                                | Qual. Mondiali 2022                                                    | Beder Caicedo Ángel Mena Carlos Gruezo (rig.)                                            | Cap: A.Dominguez                                                       |
| 17-11-2020                                                             | Quito                                                                  | Ecuador                                                                | 6 – 1                                                                  | Colombia                                                               | Qual. Mondiali 2022                                                    | Robert Arboleda Ángel Mena Michael Estrada Xavier Arreaga Gonzalo Plata Pervis Estupiñán | Cap: A.Dominguez                                                       |
| 29-3-2021                                                              | Quito                                                                  | Ecuador                                                                | 2 – 1                                                                  | Bolivia                                                                | Amichevole                                                             | Fidel Martínez Michael Estrada                                                           | Cap: A.Dominguez                                                       |
| 5-6-2021                                                               | Porto Alegre                                                           | Brasile                                                                | 2 – 0                                                                  | Ecuador                                                                | Qual. Mondiali 2022                                                    | -                                                                                        | Cap: E.Valencia                                                        |
| 8-6-2021                                                               | Quito                                                                  | Ecuador                                                                | 1 – 2                                                                  | Perù                                                                   | Qual. Mondiali 2022                                                    | Gonzalo Plata                                                                            | Cap: A.Dominguez                                                       |
| 14-6-2021                                                              | Cuiabá                                                                 | Colombia                                                               | 1 – 0                                                                  | Ecuador                                                                | Coppa America 2021 - 1º turno                                          | -                                                                                        | Cap: E.Valencia                                                        |
| 20-6-2021                                                              | Rio de Janeiro                                                         | Venezuela                                                              | 2 – 2                                                                  | Ecuador                                                                | Coppa America 2021 - 1º turno                                          | Ayrton Preciado Gonzalo Plata                                                            | Cap: E.Valencia                                                        |
| 23-6-2021                                                              | Goiânia                                                                | Ecuador                                                                | 2 – 2                                                                  | Perù                                                                   | Coppa America 2021 - 1º turno                                          | autorete Ayrton Preciado                                                                 | Cap: R.Arboleda                                                        |
| 27-6-2021                                                              | Goiânia                                                                | Brasile                                                                | 1 – 1                                                                  | Ecuador                                                                | Coppa America 2021 - 1º turno                                          | Ángel Mena                                                                               | Cap: E.Valencia                                                        |
| 4-7-2021                                                               | Goiânia                                                                | Argentina                                                              | 3 – 0                                                                  | Ecuador                                                                | Coppa America 2021 - Quarti di finale                                  | -                                                                                        | Cap: E.Valencia                                                        |
| 2-9-2021                                                               | Quito                                                                  | Ecuador                                                                | 2 – 0                                                                  | Paraguay                                                               | Qual. Mondiali 2022                                                    | Felix Torres Michael Estrada                                                             | Cap: E.Valencia                                                        |
| 5-9-2021                                                               | Quito                                                                  | Ecuador                                                                | 0 – 0                                                                  | Cile                                                                   | Qual. Mondiali 2022                                                    | -                                                                                        | Cap: E.Valencia                                                        |
| 10-9-2021                                                              | Montevideo                                                             | Uruguay                                                                | 1 – 0                                                                  | Ecuador                                                                | Qual. Mondiali 2022                                                    | -                                                                                        | Cap: C.Gruezo                                                          |
| 8-10-2021                                                              | Guayaquil                                                              | Ecuador                                                                | 3 – 0                                                                  | Bolivia                                                                | Qual. Mondiali 2022                                                    | Michael Estrada 2 Enner Valencia                                                         | Cap: E.Valencia                                                        |
| 10-10-2021                                                             | Caracas                                                                | Venezuela                                                              | 2 – 1                                                                  | Ecuador                                                                | Qual. Mondiali 2022                                                    | Enner Valencia (rig.)                                                                    | Cap: E.Valencia                                                        |
| 14-10-2021                                                             | Barranquilla                                                           | Colombia                                                               | 0 – 0                                                                  | Ecuador                                                                | Qual. Mondiali 2022                                                    | -                                                                                        | Cap: E.Valencia                                                        |
| 28-10-2021                                                             | Charlotte                                                              | Messico                                                                | 2 – 3                                                                  | Ecuador                                                                | Amichevole                                                             | Jhonny Quiñónez Janner Corozo Walter Chalá                                               | Cap: M.Estrada                                                         |
| 11-11-2021                                                             | Quito                                                                  | Ecuador                                                                | 1 – 0                                                                  | Venezuela                                                              | Qual. Mondiali 2022                                                    | Piero Hincapié                                                                           | Cap: A.Dominguez                                                       |
| 17-11-2021                                                             | Santiago del Cile                                                      | Cile                                                                   | 0 – 2                                                                  | Ecuador                                                                | Qual. Mondiali 2022                                                    | Pervis Estupiñán Moises Caicedo                                                          | Cap: A.Dominguez                                                       |
| 5-12-2021                                                              | Houston                                                                | El Salvador                                                            | 1 – 1                                                                  | Ecuador                                                                | Amichevole                                                             | Michael Carcelén                                                                         | Cap: M.Estrada                                                         |
| 27-1-2022                                                              | Quito                                                                  | Ecuador                                                                | 1 – 1                                                                  | Brasile                                                                | Qual. Mondiali 2022                                                    | Felix Torres                                                                             | Cap: E.Valencia                                                        |
| 2-2-2022                                                               | Lima                                                                   | Perù                                                                   | 1 – 1                                                                  | Ecuador                                                                | Qual. Mondiali 2022                                                    | Michael Estrada                                                                          | Cap: C.Gruezo                                                          |
| 25-3-2022                                                              | Ciudad del Este                                                        | Paraguay                                                               | 3 – 1                                                                  | Ecuador                                                                | Qual. Mondiali 2022                                                    | Jordy Caicedo (rig.)                                                                     | Cap: E.Valencia                                                        |
| 30-3-2022                                                              | Guayaquil                                                              | Ecuador                                                                | 1 – 1                                                                  | Argentina                                                              | Qual. Mondiali 2022                                                    | Enner Valencia                                                                           | Cap: E.Valencia                                                        |
| 3-6-2022                                                               | Harrison                                                               | Ecuador                                                                | 1 – 0                                                                  | Nigeria                                                                | Amichevole                                                             | Pervis Estupiñán                                                                         | Cap: E.Valencia                                                        |
| 6-6-2022                                                               | Chicago                                                                | Messico                                                                | 0 – 0                                                                  | Ecuador                                                                | Amichevole                                                             | -                                                                                        | Cap: M.Estrada                                                         |
| 12-6-2022                                                              | Fort Lauderdale                                                        | Ecuador                                                                | 1 – 0                                                                  | Capo Verde                                                             | Amichevole                                                             | Jordy Caicedo (rig.)                                                                     | Cap: A.Dominguez                                                       |
| 23-9-2022                                                              | Murcia                                                                 | Arabia Saudita                                                         | 0 – 0                                                                  | Ecuador                                                                | Amichevole                                                             | -                                                                                        | Cap: E.Valencia                                                        |
| 27-9-2022                                                              | Düsseldorf                                                             | Giappone                                                               | 0 – 0                                                                  | Ecuador                                                                | Amichevole                                                             | -                                                                                        | Cap: A.Mena                                                            |
| 12-11-2022                                                             | Madrid                                                                 | Ecuador                                                                | 0 – 0                                                                  | Iraq                                                                   | Amichevole                                                             | -                                                                                        | Cap: A.Dominguez                                                       |
| 20-11-2022                                                             | Al Khawr                                                               | Qatar                                                                  | 0 – 2                                                                  | Ecuador                                                                | Mondiali 2022 - 1º turno                                               | 2 Enner Valencia                                                                         | Cap: E.Valencia                                                        |
| 25-11-2022                                                             | Doha                                                                   | Paesi Bassi                                                            | 1 – 1                                                                  | Ecuador                                                                | Mondiali 2022 - 1º turno                                               | Enner Valencia                                                                           | Cap: E.Valencia                                                        |
| 29-11-2022                                                             | Doha                                                                   | Ecuador                                                                | 1 – 2                                                                  | Senegal                                                                | Mondiali 2022 - 1º turno                                               | Moises Caicedo                                                                           | Cap: E.Valencia                                                        |
| Totale                                                                 |                                                                        | Presenze                                                               | 35                                                                     |                                                                        | Reti                                                                   | 44                                                                                       |                                                                        |

#### Nazionale costaricana
| Squadra    | Naz                   | dal             | al        | Record | Record | Record | Record | Record | Record | Record | Record     |
| Squadra    | Naz                   | dal             | al        | G      | V      | N      | P      | GF     | GS     | DR     | % Vittorie |
| ---------- | --------------------- | --------------- | --------- | ------ | ------ | ------ | ------ | ------ | ------ | ------ | ---------- |
| Costa Rica | Costa Rica (bandiera) | 2 novembre 2023 | in carica | 9      | 4      | 2      | 3      | 14     | 10     | +4     | 44,44      |

#### Nazionale costaricana nel dettaglio
| 2023                                   | Costa Rica        | CONCACAF Nations League 2023-2024 | sub, Quarti di finale | 2 | 0 | 0 | 2 | &0,00   | 1  | 6  | -5 |
| mar. 2024 (Play-Off Copa America 2024) | Costa Rica        | CONCACAF Nations League 2023-2024 | sub, Quarti di finale | 1 | 1 | 0 | 0 | 100,00& | 3  | 1  | +2 |
| 2024                                   | Costa Rica        | Qual.Mondiali 2026                | nel gruppo B          | 2 | 2 | 0 | 0 | 100,00& | 7  | 0  | +7 |
| giu.-lug. 2024                         | Costa Rica        | Copa América 2024                 | nel gruppo D          | 1 | 0 | 1 | 0 | &0,00   | 0  | 0  | +0 |
| Dal 2023                               | Costa Rica        | Amichevoli                        |                       | 3 | 1 | 1 | 1 | 33,33   | 3  | 3  | +0 |
| Totale Costa Rica                      | Totale Costa Rica | Totale Costa Rica                 | Totale Costa Rica     | 9 | 4 | 2 | 3 | 44,44   | 14 | 10 | +4 |

#### Panchine da commissario tecnico della nazionale costaricana
| Cronologia completa delle presenze e delle reti in nazionale ― Costa Rica | Cronologia completa delle presenze e delle reti in nazionale ― Costa Rica | Cronologia completa delle presenze e delle reti in nazionale ― Costa Rica | Cronologia completa delle presenze e delle reti in nazionale ― Costa Rica | Cronologia completa delle presenze e delle reti in nazionale ― Costa Rica | Cronologia completa delle presenze e delle reti in nazionale ― Costa Rica | Cronologia completa delle presenze e delle reti in nazionale ― Costa Rica | Cronologia completa delle presenze e delle reti in nazionale ― Costa Rica |
| Data                                                                      | Città                                                                     | In casa                                                                   | Risultato                                                                 | Ospiti                                                                    | Competizione                                                              | Reti                                                                      | Note                                                                      |
| ------------------------------------------------------------------------- | ------------------------------------------------------------------------- | ------------------------------------------------------------------------- | ------------------------------------------------------------------------- | ------------------------------------------------------------------------- | ------------------------------------------------------------------------- | ------------------------------------------------------------------------- | ------------------------------------------------------------------------- |
| 17-11-2023                                                                | San José                                                                  | Costa Rica                                                                | 0 – 3                                                                     | Panama                                                                    | CONCACAF Nations League 2023-2024 - Quarti di finale                      | -                                                                         | Cap: J.Campbell                                                           |
| 21-11-2023                                                                | Panama City                                                               | Panama                                                                    | 3 – 1                                                                     | Costa Rica                                                                | CONCACAF Nations League 2023-2024 - Quarti di finale                      | Francisco Calvo                                                           | Cap: F.Calvo                                                              |
| 3-2-2024                                                                  | San José                                                                  | Costa Rica                                                                | 2 – 0                                                                     | El Salvador                                                               | Amichevole                                                                | Jostin Daly Aarón Suárez                                                  | Cap: O.Galo                                                               |
| 24-3-2024                                                                 | Frisco                                                                    | Costa Rica                                                                | 3 – 1                                                                     | Honduras                                                                  | CONCACAF Nations League 2023-2024 - Play-Off Copa America                 | Orlando Galo Warren Madrigal Jefferson Brenes                             | Cap: K.Navas                                                              |
| 27-3-2024                                                                 | Los Angeles                                                               | Argentina                                                                 | 3 – 1                                                                     | Costa Rica                                                                | Amichevole                                                                | Manfred Ugalde                                                            | Cap: K.Navas                                                              |
| 1-6-2024                                                                  | San José                                                                  | Costa Rica                                                                | 0 – 0                                                                     | Uruguay                                                                   | Amichevole                                                                | -                                                                         |                                                                           |
| 7-6-2024                                                                  | San José                                                                  | Costa Rica                                                                | 4 – 0                                                                     | Saint Kitts e Nevis                                                       | Qual. Mondiali 2026                                                       | 2 Orlando Galo Josimar Alcócer Andy Rojas                                 | Cap: F.Calvo                                                              |
| 9-6-2024                                                                  | St. George's                                                              | Grenada                                                                   | 0 – 3                                                                     | Costa Rica                                                                | Qual. Mondiali 2026                                                       | Manfred Ugalde Álvaro Zamora Gerald Taylor                                | Cap: F.Calvo                                                              |
| 25-6-2024                                                                 | Inglewood                                                                 | Brasile                                                                   | 0 – 0                                                                     | Costa Rica                                                                | Coppa America 2024 - 1º turno                                             | -                                                                         | Cap: F.Calvo                                                              |
| Totale                                                                    |                                                                           | Presenze                                                                  | 9                                                                         |                                                                           | Reti                                                                      | 14                                                                        |                                                                           |

## Palmarès

### Allenatore

#### Competizioni nazionali
- Primera B Nacional: 1

Olimpo: 2001 (A)
- Campionato argentino: 1

Arsenal Sarandí: 2011-2012 (C)
- Supercopa Argentina: 2

Arsenal Sarandí: 2012
Boca Juniors: 2018
- Copa Argentina: 1

Arsenal Sarandí: 2012-2013

#### Competizioni internazionali
- Coppa Sudamericana: 1

Arsenal Sarandí: 2007